# 天井桟敷の吟遊詩人
『天井桟敷の吟遊詩人』（原題：Minstrel in the Gallery）は、イギリスのプログレッシブ・ロック・バンド、ジェスロ・タルが1975年に発表した8作目のスタジオ・アルバム。

## 背景
バンドが所有する移動式スタジオ「メゾン・ルージュ・モービル」を使用して、モナコのモンテカルロでレコーディングされた。ただし、オリジナルLPのクレジットでは、録音地は「ヨーロッパのどこか」と記載されている。バンドの中心人物イアン・アンダーソンは、本作の音楽性に関して「恐らくタルの中で最もアコースティック色の強いアルバム」と説明している。「一羽の白アヒル/010 =無」は、アンダーソン自身の離婚を反映した曲である。
ベーシストのジェフリー・ハモンドは、本作のレコーディングが終わる頃に脱退の意志を告げ、本作リリース後の1975年11月の公演を最後に音楽業界から引退した。

## 反響・評価
バンドの母国イギリスでは、6週にわたり全英アルバムチャート入りして、最高20位を記録した。
アメリカのBillboard 200では7位に達し、バンドにとって7作目の全米トップ10アルバムとなった。また、シングル「天井桟敷の吟遊詩人」はBillboard Hot 100で79位を記録した。
Bruce Ederはオールミュージックにおいて5点満点中4点を付け「『ジェラルドの汚れなき世界』以来となる、タルが特に芸術的な意味で成功を収め、精巧に作られたアルバム」「英国フォークの要素に富んでいる一方、『アクアラング』にも匹敵するハードロックを提示し、攻撃性は恐らく同アルバムをも凌ぐ」と評している。

## リマスターCD
2002年リマスターCDに追加収録されたボーナス・トラックのうち、「サマーデイ・サンズ」は、シングル「天井桟敷の吟遊詩人」のB面曲である。また、「マーチ・ザ・マッド・サイエンティスト」と「パン・ダンス」は、1976年発売のEP「Ring Out, Solstice Bells」からの曲である。
2015年に本作のリリース40周年を記念して発売された『ラ・グランデ・エディション』は、2枚のCDと2枚のDVDから成る内容で、CD2及びDVD2には、1975年7月5日に行われたパリ公演のライヴ音源・映像がそれぞれ収録された。

## 収録曲
全曲ともイアン・アンダーソン作。
1. 天井桟敷の吟遊詩人 "Minstrel in the Gallery" – 8:13
2. ヴァルハラへの冷たい風 "Cold Wind to Valhalla" – 4:19
3. 黒衣の踊り子 "Black Satin Dancer" – 6:52
4. レクイエム "Requiem" – 3:45
5. 一羽の白アヒル/010 =無 "One White Duck / 010 = Nothing at All" – 4:37
6. ベイカー・ストリートの女神 "Baker St. Muse" – 16:39
  - a)ピッグ・ミー・アンド・ザ・ホー "Pig-Me and the Whore"
  - b)ナイス・リトル・チューン "Nice Little Tune"
  - c)クラッシュ・バリアー・ワルツ "Crash-Barrier Waltzer"
  - d)マザー・イングランドの幻想 "Mother England Reverie"
7. グレース "Grace" – 0:50

### 2002年リマスターCDボーナス・トラック
1. サマーデイ・サンズ "Summerday Sands" – 3:44
2. マーチ・ザ・マッド・サイエンティスト "March the Mad Scientist" – 1:48
3. パン・ダンス "Pan Dance" – 3:25
4. 天井桟敷の吟遊詩人（ライヴ） "Minstrel in the Gallery (Live)" – 2:11
5. ヴァルハラへの冷たい風（ライヴ） "Cold Wind to Valhalla (Live)" – 1:30

## 参加ミュージシャン
- イアン・アンダーソン - ボーカル、フルート、アコースティック・ギター
- マーティン・バー[注釈 1] - エレクトリック・ギター
- ジョン・エヴァン - ピアノ、オルガン
- ジェフリー・ハモンド - ベース、アコースティック・ベース
- バリモア・バーロウ - ドラムス、パーカッション

アディショナル・ミュージシャン
- デヴィッド・パーマー - オーケストラ・アレンジ、指揮
- Rita Eddowes - ヴァイオリン
- Elizabeth Edwards - ヴァイオリン
- Patrick Halling - ヴァイオリン
- Bridget Procter - ヴァイオリン
- Katharine Tullborn - チェロ